# Lichtenbeek en Boschveld
Lichtenbeek en Boschveld zijn twee naast elkaar gelegen landgoederen in Nederland gelegen tussen Oosterbeek en Arnhem. Het ligt ten zuiden van de N224, tussen de Dreijenseweg en de Schelmseweg. Het grootste gedeelte ligt in de gemeente Arnhem, het zuidelijk deel in de gemeente Renkum. Het is in bezit van Het Geldersch Landschap.

## Geschiedenis
Het gebied van Lichtenbeek en Boschveld was al vroeg bewoond getuige de aanwezigheid van drie grafheuvels uit het Neolithicum en/of de Bronstijd, Twee hiervan zijn gelegen op Boschveld, een op Lichtenbeek. Alle drie zijn het archeologisch rijksmonumenten.
De naam Lichtenbeek verwijst naar een spreng op het aan de andere kant van de Amsterdamseweg gelegen landgoed Vijverberg. De Vijverberg vormde vroeger een eenheid met Lichtenbeek, maar behoort nu tot Warnsborn. Warnsborn, Lichtenbeek, Boschveld en Vijverberg behoorden oorspronkelijk tot de landerijen van het voormalige klooster Mariënborg, dat in 1580 werd opgeheven. Rond 1650 werden de goederen verkocht tot zelfstandige buitens.

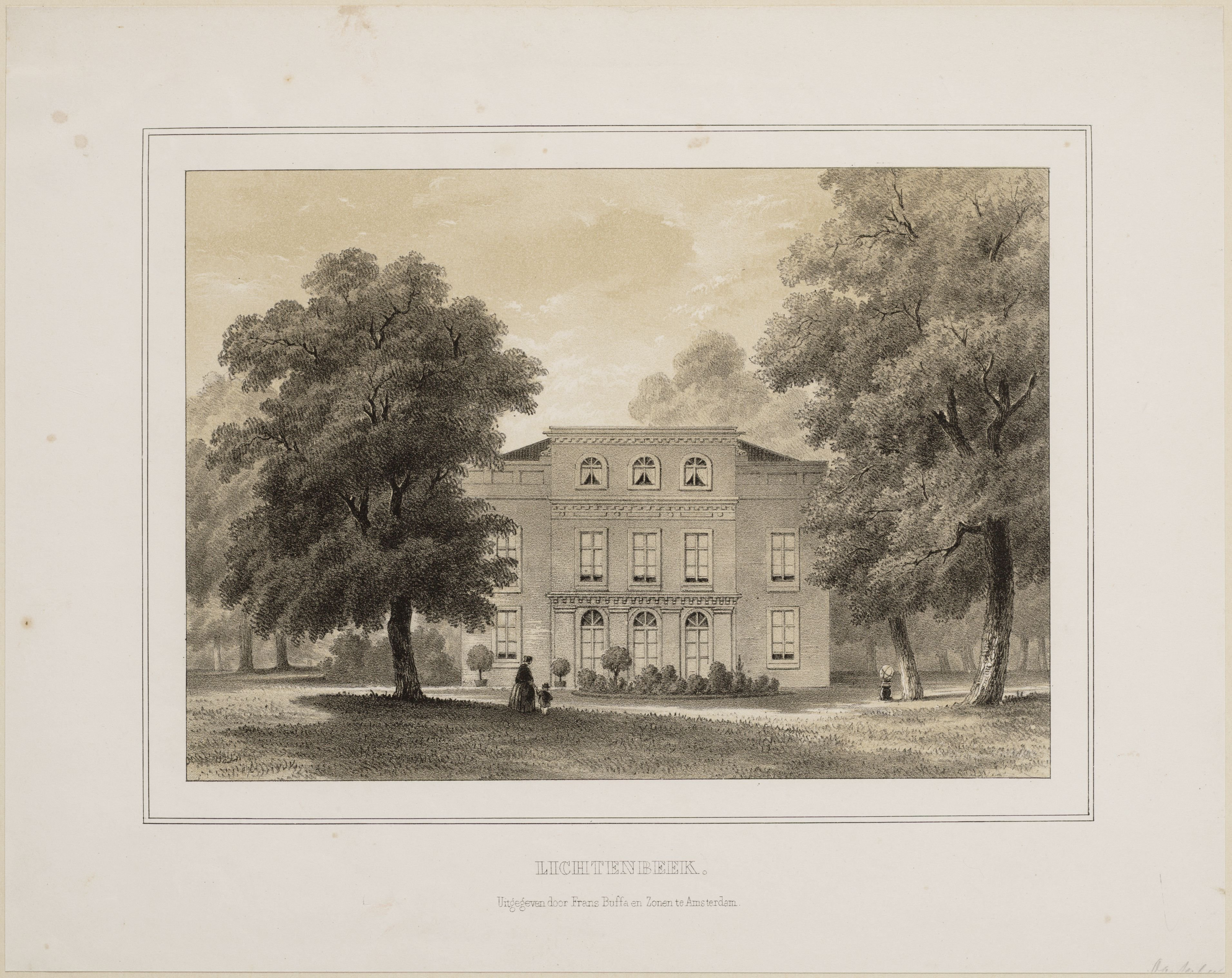
Gravure van Lichtenbeek

Lichtenbeek werd rond 1651 gesticht door Wilhelm Creyvenger en Bernt Harscamp. In 1834 kocht Jan Trakranen het landgoed van de weduwe Van Hasselt, geboren gravin van Rechteren. Trakranen liet een nieuw huis in neoclassicistische stijl bouwen. In 1835 en 1836 breidde hij zijn bezit uit met Boschveld. Dat in 1870 door de familie Van Eck (eigenaren van Mariëndaal) werd overgenomen. De hekposten met de naam Mariëndaal bij de voormalige boswachterswoning op de hoek van de Van Limburg Stirumweg getuigen hier nog van.
In 1936 werd Mariëndaal in twee delen publiek geveild. Het oude Mariëndaal ten oosten van de Schelmse weg werd verworven door Geldersch Landschap en Kasteelen. Het andere deel, min of meer het vroegere Boschveld werd aangekocht door baronesse Van Nagell van Ampsen. Later erfde C.W.J. baron van Boetzelaar dit bezit. Het Geldersch Landschap kocht in 1940 een gedeelte van het oorspronkelijke landgoed Lichtenbeek van de erven L.G.A. graaf van Limburg Stirum.
Het huis Lichtenbeek brandde in 1942 af door onvoorzichtigheid met vuur. Het Mariëndaalse Veld op Lichtenbeek maakte in september 1944 deel uit van het slagveld van de Slag om Arnhem. Lichtenbeek dat bedoeld was voor het droppen van bevoorrading van de Britse troepen was in handen van de Duitsers. Oudere bomen in het gebied bevatten nog granaatscherven van die strijd. Aan de zuidzijde van Lichtenbeek is de Airborne War Cemetery gelegen. Op dit ereveld liggen vele soldaten, piloten en mariniers begraven die in de periode september 1944 tot april 1945 sneuvelden bij de bevrijding van Nederland.
Onder meer het koetshuis, de oranjerie, de tuinmuur en twee siervazen die de toegang tot het landgoed Lichtenbeek markeerden bleven na de oorlog bewaard. Dit zijn alle rijksmonumenten. De voormalige  oranjerie is verbouwd tot woning. De eerste etage van het koetshuis is in gebruik als atelier van de kunstenaar Klaas Gubbels. 
In 1979 werd ook Boschveld gekocht door Geldersch Landschap en Kasteelen, met uitzondering van de in het interbellum gebouwde theekoepel.

## Flora en fauna
Lichtenbeek bestaat voor ruim twee derde uit bos, de rest is weiland en akkerland. Het bos bevat loof- en naaldbomen, waaronder veel uitheemse bomen als douglasspar, Japanse lork en Amerikaanse zilverspar. Van de bossen profiteren veel vogelsoorten, zoals de bonte vliegenvanger en de fluiter. Ook de havik broedt  hier. Onder de bomen groeien adelaarsvarens en bosbessen. Langs de oostelijke bosrand van Lichtenbeek en Boschveld worden heesters aangetroffen als haagbeuk, bergvlier, gewone vlier, lijsterbes, hulst en vuilboom.
In de paddenpoel leven ook kikkers en de kleine watersalamander. In deze rustige omgeving voelen naast reeën ook dassen zich thuis. Opvallend zijn de singels (hagen) in het landschap. Deze dienen als schuilplaats en trekroute voor veel diersoorten. Op enkele akkers op Boschveld worden onder het EKO-merk granen en andere gewassen verbouwd. In de randen van de akkers is ruimte voor typische akkerflora, zoals korenbloemen en klaprozen.
Het hoogste punt, de Kleine Pol, ligt op 64 meter boven NAP. Het is een kunstmatig opgeworpen heuvel op het kruispunt van twee lanen en stamt waarschijnlijk uit 1813. Het is omgeven door een beukenhaag.

## Afbeeldingen

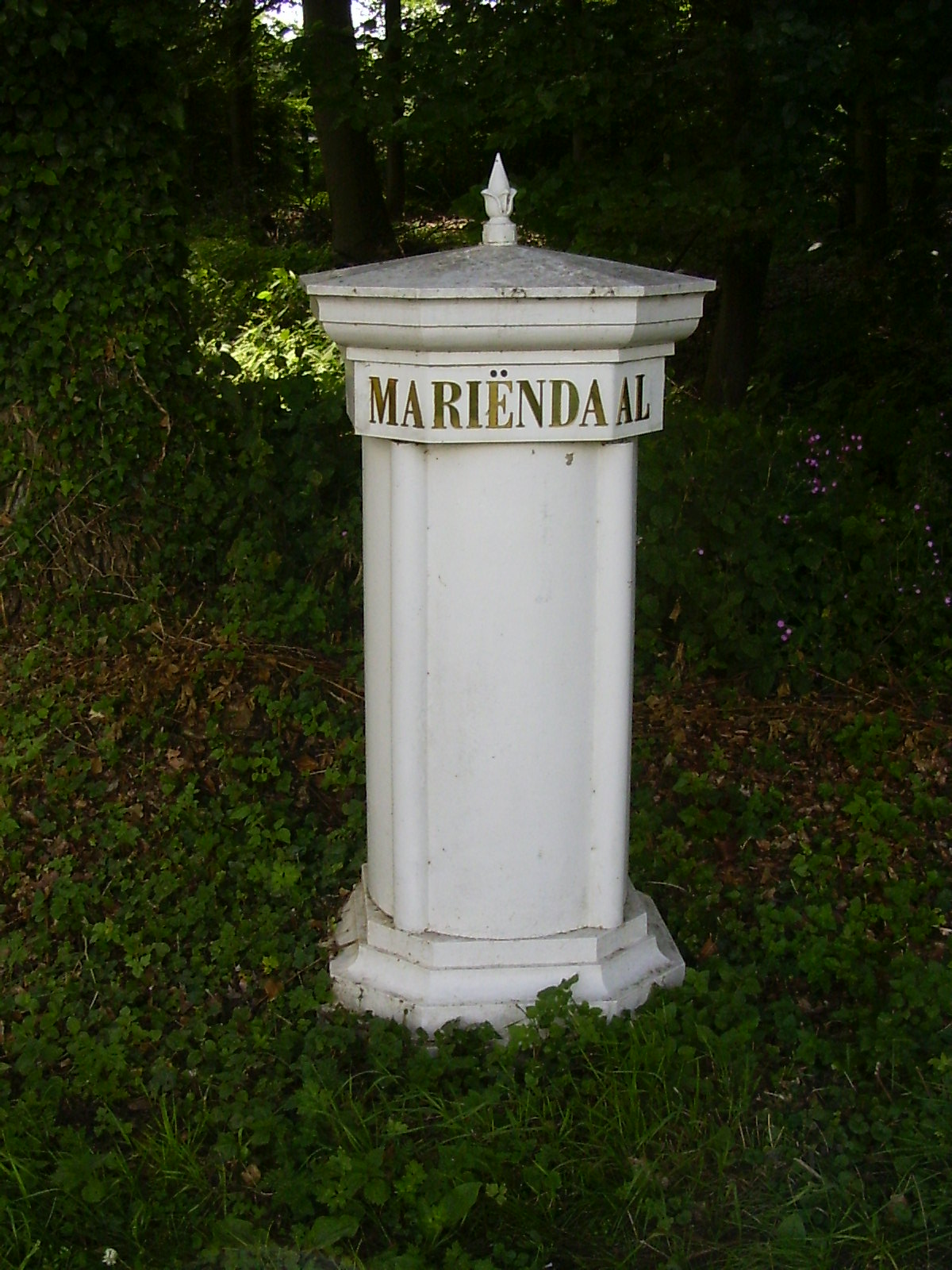
Toegangskolom Boschveld bij de Limburg Stirumweg
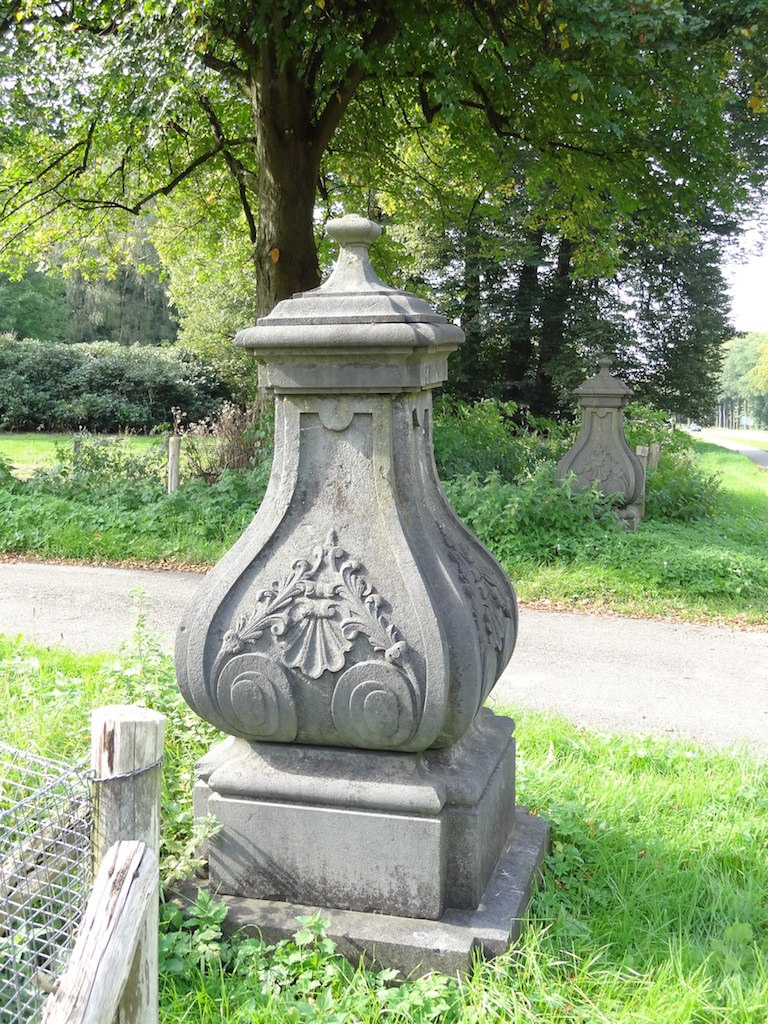
Natuurstenen siervazen op Lichtenbeek
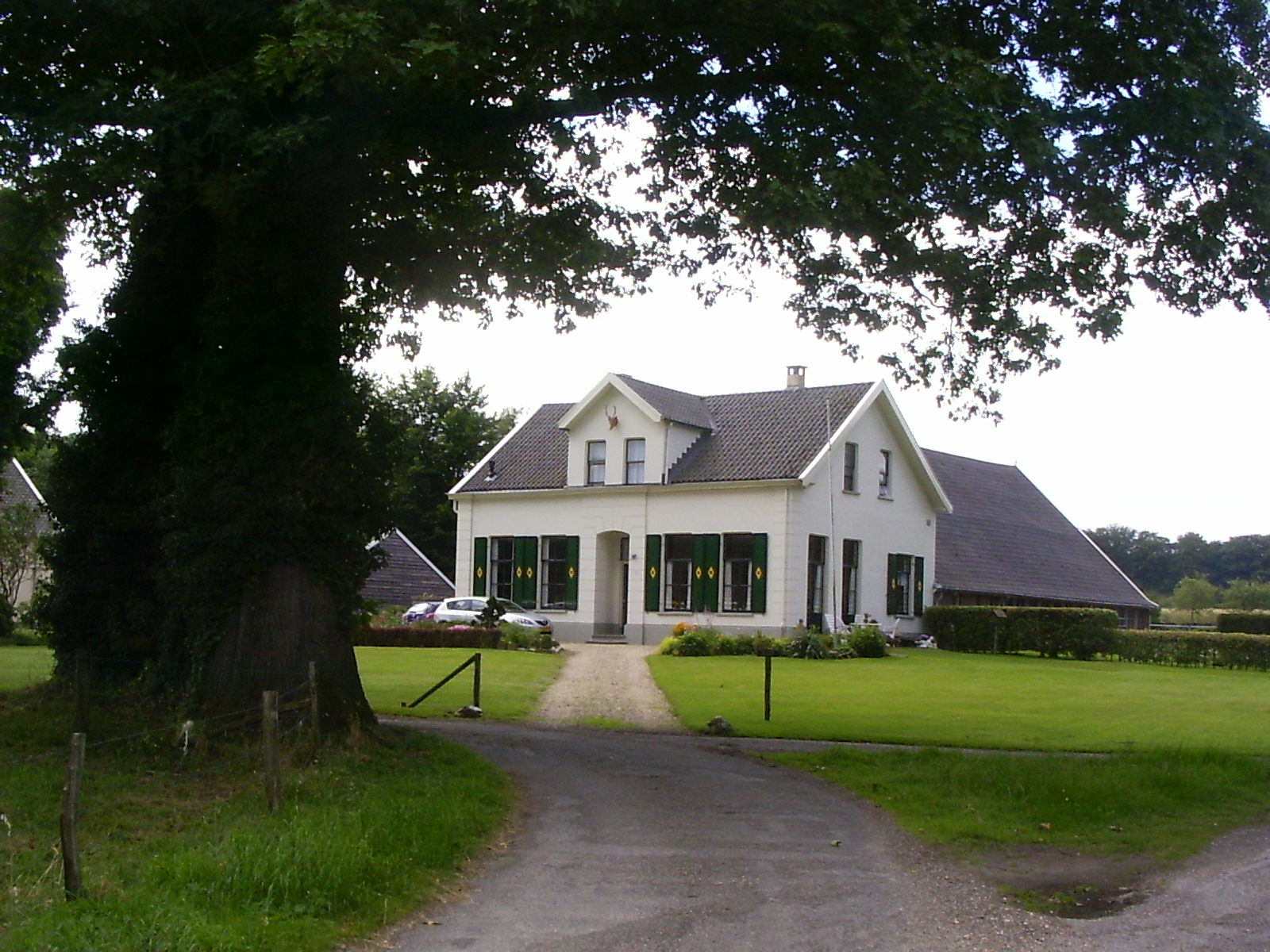
Boswachterswoning op Lichtenbeek
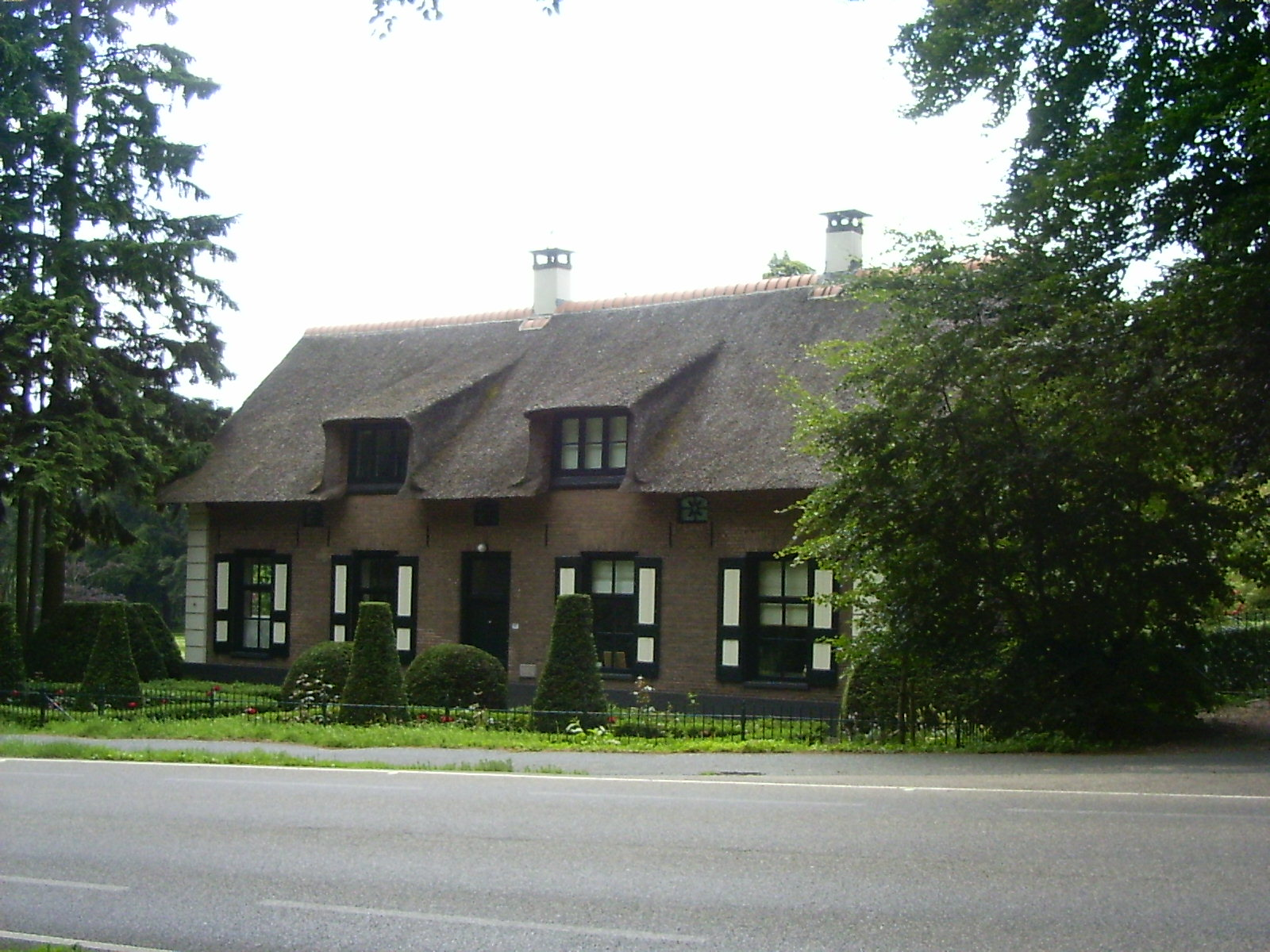
Zomerhuis (1872) op landgoed Boschveld
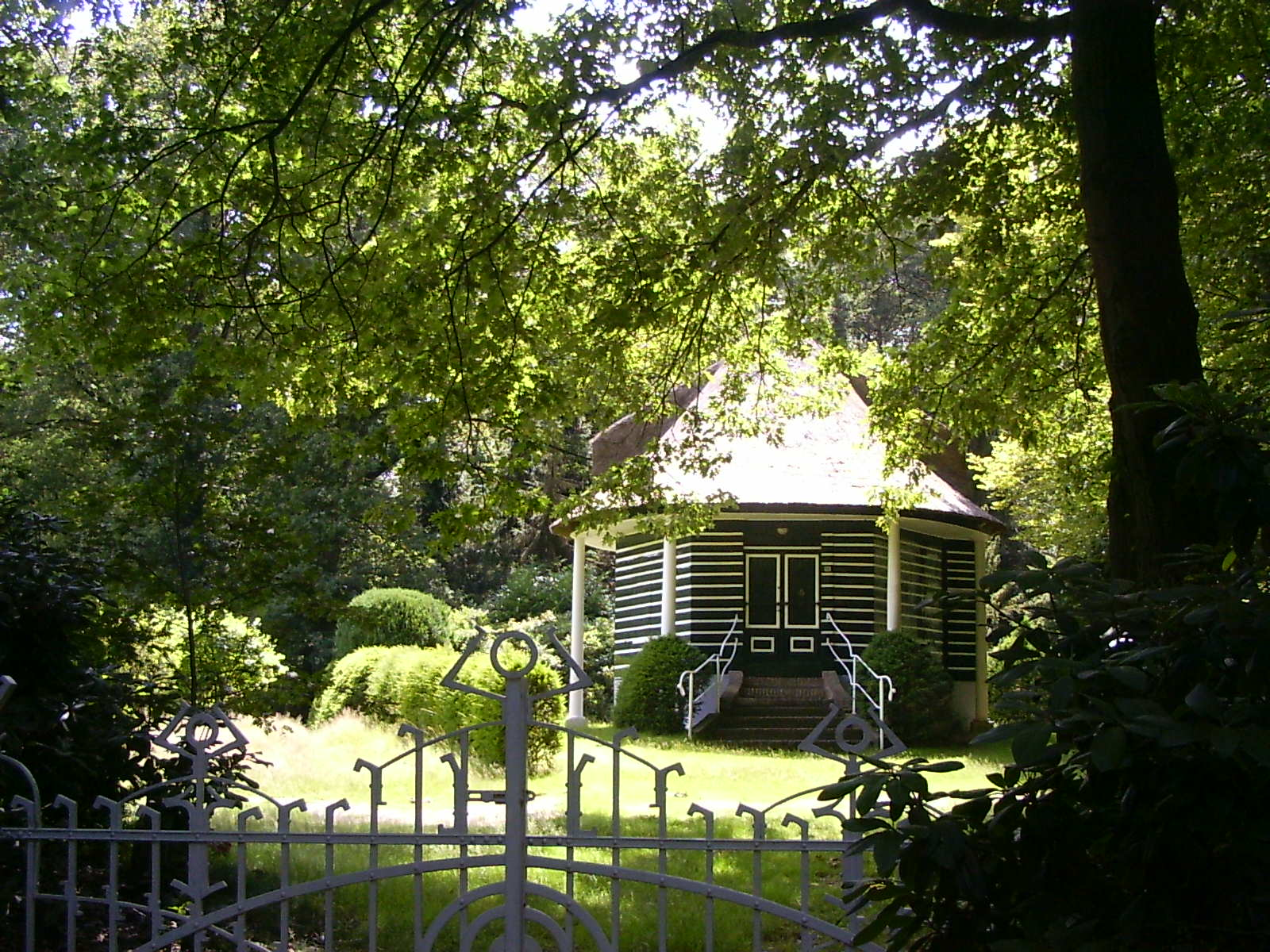
Theekoepel (circa 1860) op landgoed Boschveld
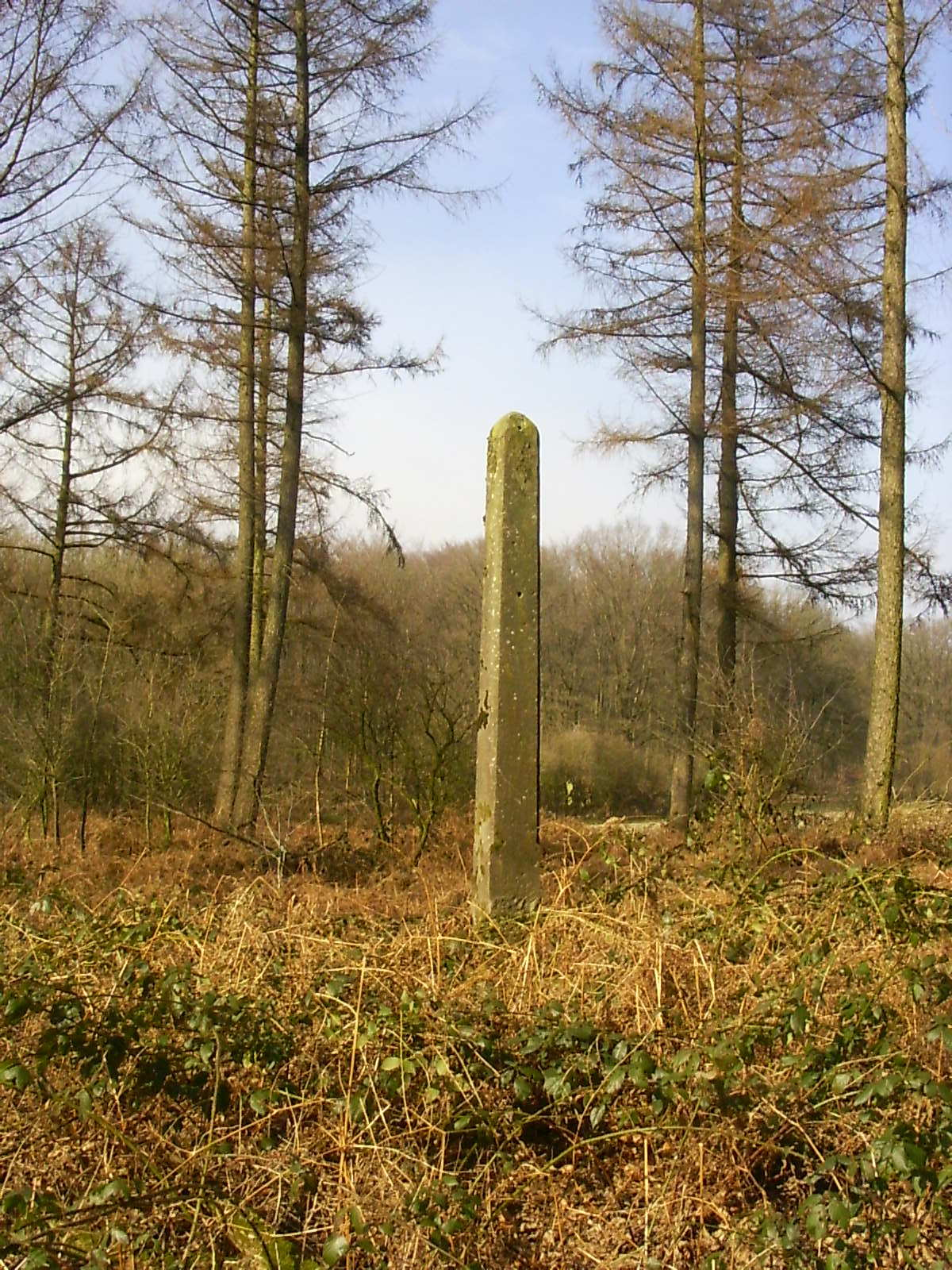
Grenspaal aan de bosrand van Lichtenbeek
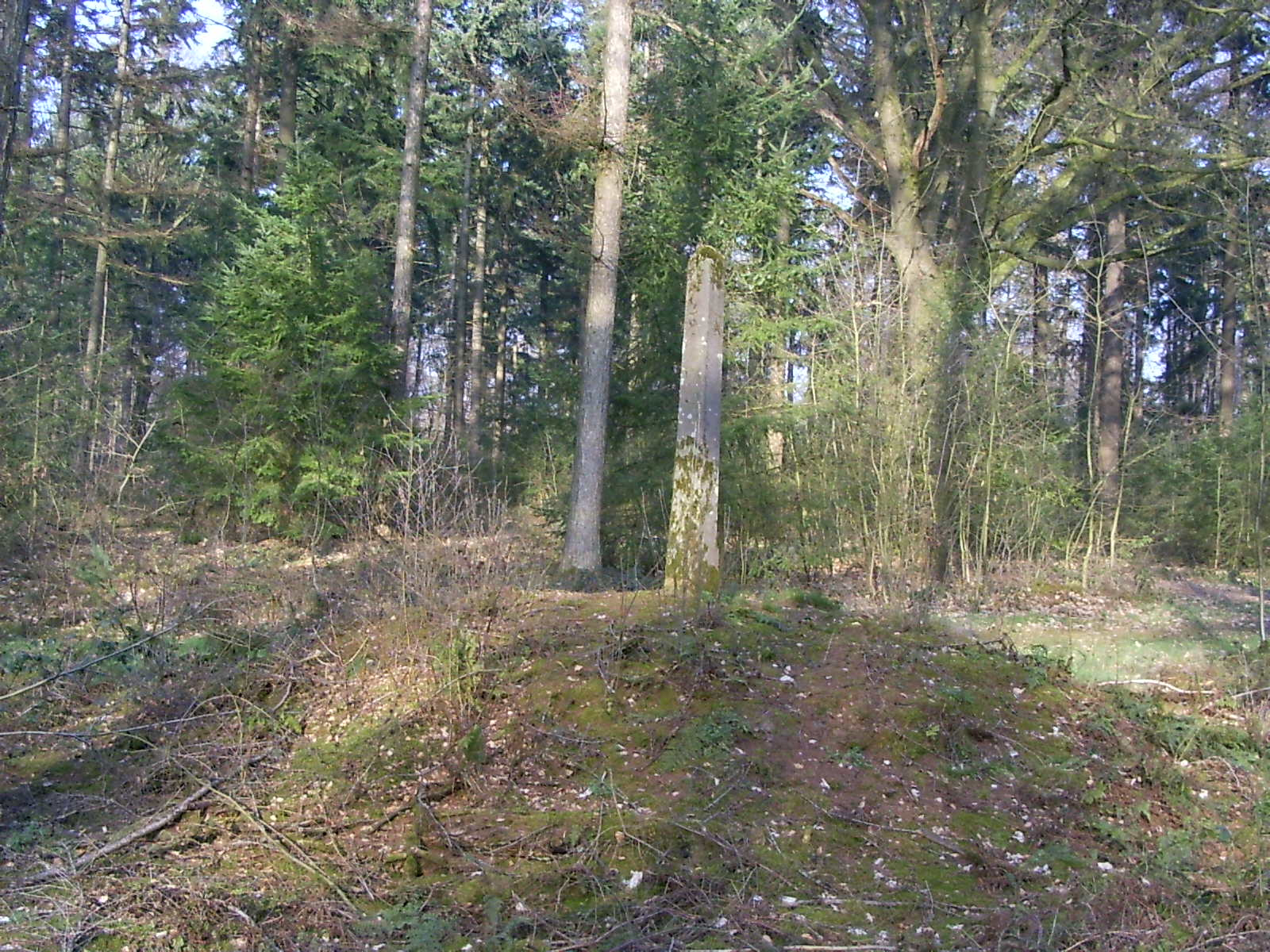
Lichtenbeek grenspaal west
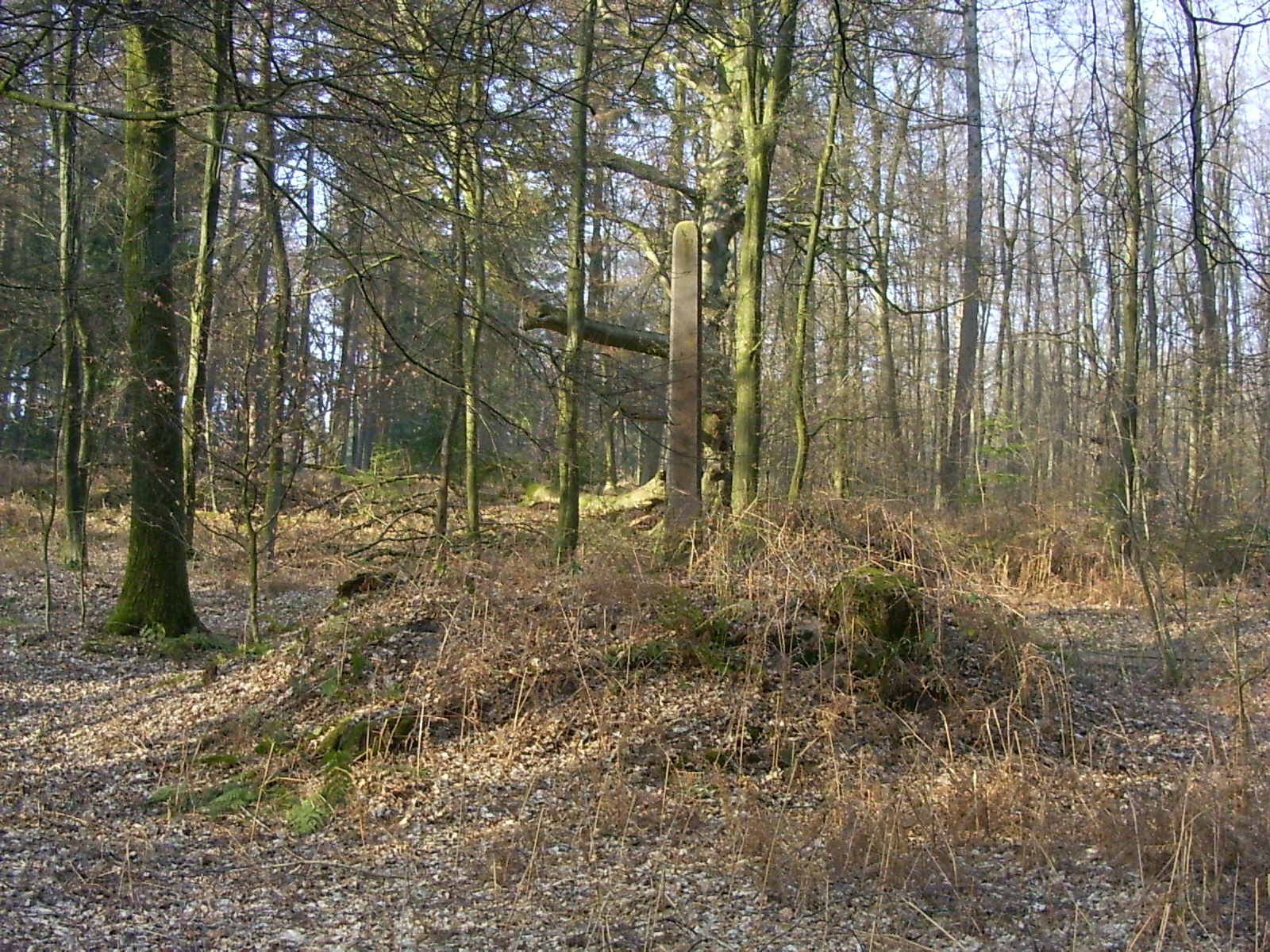
Lichtenbeek grenspaal oost

Park Angerenstein · Bronbeek · Gulden Bodem · Hoogte 80 · Immerloopark · Jubileumpark · Park Klarenbeek · Lichtenbeek en Boschveld · Mariëndaal · Stadsblokken-Meinerswijk · Moscowa · Onderlangs · Park Presikhaaf · Park Sonsbeek · Warnsborn · Westerheide · Park Westerveld · Park Zypendaal